# افشانه رنگ

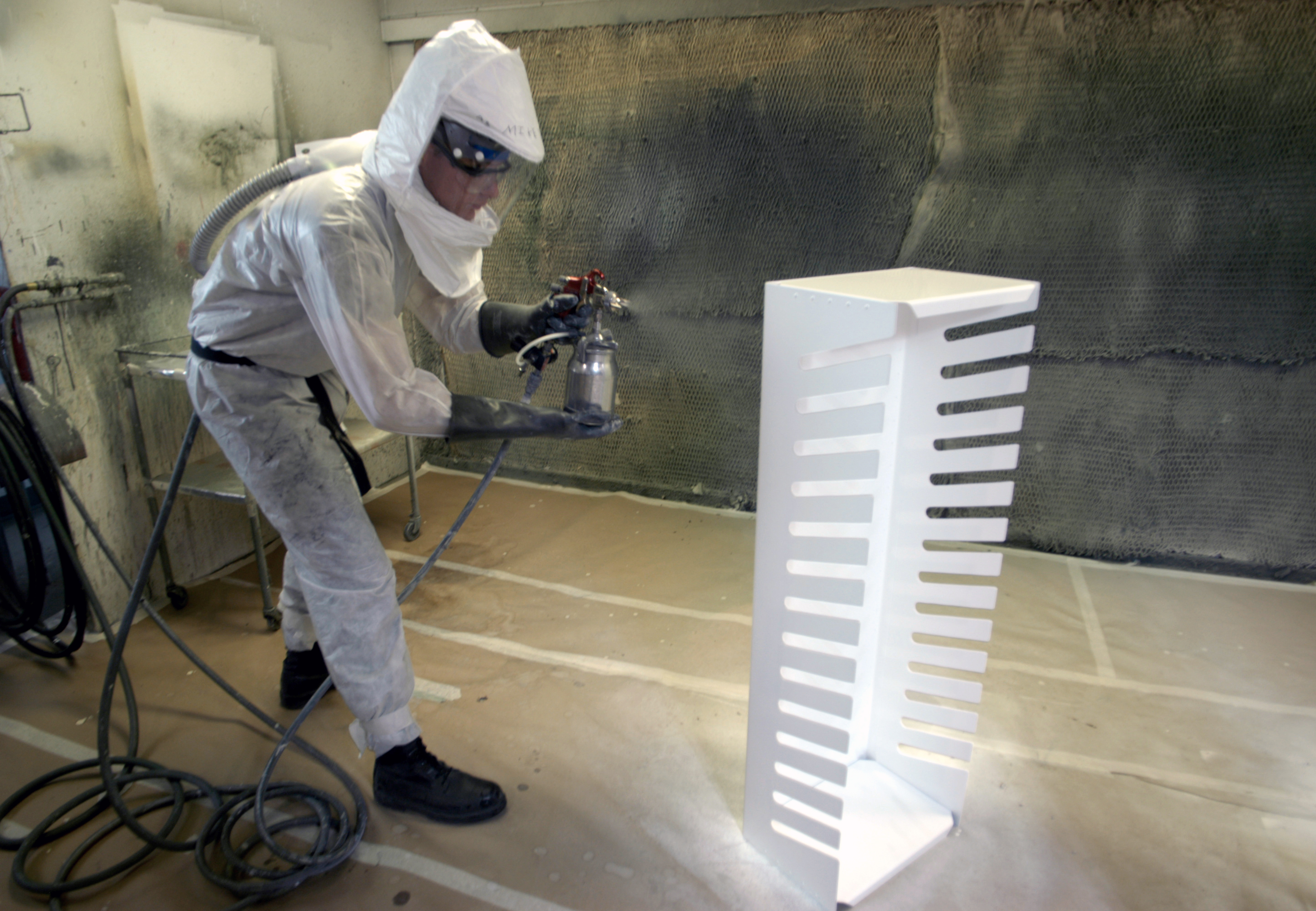
اسپری رنگ بر روی یک قطعه از تجهیزات

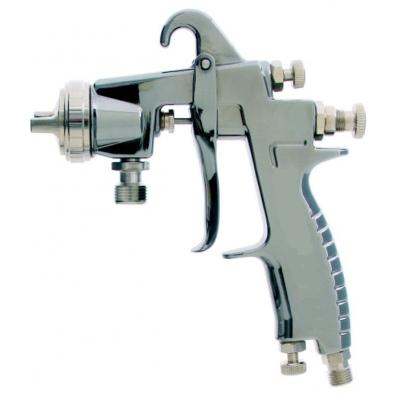
یک تفنگ افشانه سیستم LVLP

افشانه رنگ وسیله برای رنگ‌آمیزی است. که با نام‌های دیگری همچون اسپری رنگ، پیستوله نقاشی شناخته می‌شود. اسپری یک تکنیک رنگ‌آمیزی است که در آن یک دستگاه مواد پوششی (رنگ، جوهر، لاک و غیره) را از طریق هوا روی یک سطح می‌پاشد. در رایج‌ترین انواع آن از گاز فشرده (معمولاً هوا) برای اتمیزه کردن و هدایت ذرات رنگ استفاده می‌کنند.
پیستوله اسپری از قلم بادی به وجود آمده‌اند و این دو معمولاً از نظر اندازه و الگوی اسپری که تولید می‌کنند متمایز می‌شوند. ایربراش‌ها دستی هستند و به جای برس برای کارهای دقیق مانند روتوش عکس، نقاشی ناخن یا هنرهای زیبا استفاده می‌شوند. اسپری تفنگ بادی معمولاً از تجهیزات بزرگتری استفاده می‌کند. معمولاً برای پوشاندن سطوح بزرگ با پوشش یکنواخت مایع استفاده می‌شود. تفنگ‌های اسپری (پیستوله‌ها) می‌توانند خودکار یا دستی باشند و دارای سرهای قابل تعویض برای الگوهای مختلف اسپری باشند.
قوطی‌های رنگ آئروسل تک رنگ قابل حمل و نگهداری هستند.

## تاریخچه
پاشش رنگ با هوای فشرده را می‌توان به استفاده از آن در راه‌آهن اقیانوس آرام جنوبی در اوایل دهه ۱۸۸۰ مرتبط نمود. دستگاهی برای اعمال رنگ سفید روی دیوارهای زیرزمین فروشگاه فرانسیس دیویس میلت، مدیر دکوراسیون نمایشگاه جهانی کلمبیا در شیکاگو در سال ۱۸۹۳، از Binks و سیستم رنگ آمیزی اسپری خود برای اعمال رنگ سفید متشکل از مخلوطی از روغن و سرب سفید بر روی ساختمان‌ها در نمایشگاه استفاده کرد و زمان بسیار کمتری نسبت به قلم موی سنتی صرف کرد. نقاشی و تبدیل آن به آنچه شهر سفید نامیده شده‌است. در سال ۱۹۴۹، ادوارد سیمور نوعی رنگ آمیزی اسپری به نام رنگ آئروسل را توسعه داد که می‌توانست از طریق یک هواپخش (آئروسل) فشرده در یک قوطی تحویل داده شود.

## انواع

### پاشش زنگ با پیستوله بادی
این فرایند زمانی اتفاق می‌افتد که رنگ با استفاده از یک تفنگ اسپری تحت فشار هوا بر روی یک جسم پاشیده می‌شود. تفنگ بادی (پیستوله) دارای نازل، حوضچه رنگ و کمپرسور هوا می‌باشد. هنگامی که ماشه فشار داده می‌شود، رنگ با جریان هوای فشرده مخلوط می‌شود و از سوراخ آن به بیرون پاشیده می‌شود.

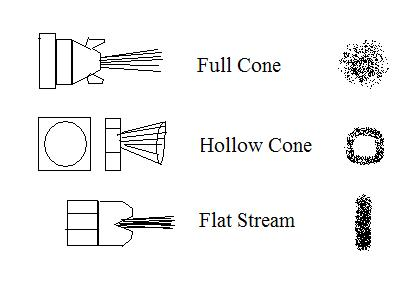
انواع نازل و اسپری

با توجه به طیف گسترده‌ای از شکل‌ها و اندازه‌های نازل، غلظت رنگ می‌تواند متفاوت باشد. شکل قطعه کار و قوام و الگوی رنگ مورد نظر از عوامل مهم در انتخاب نازل هستند. سه نازل رایج عبارتند از: مخروط کامل، مخروط توخالی و جریان صاف. دو نوع فرایند پاشش با پیستوله وجود دارد. در روش کار دستی، بخش پاشش مخلوط رنگ و هوا توسط یک اپراتور ماهر، در فاصله حدود ۶ تا ۱۰ اینچ (۱۵–۲۵ سانتیمتر) از جسم نگه داشته می‌شود، و به جلو و عقب روی سطح حرکت داده می‌شود، هر حرکت روی قبلی همپوشانی دارد تا پوششی پیوسته بدست آید. در فرایند خودکار، سر پیستوله به یک بازوی متصل می‌شود. شیئی که رنگ آمیزی می‌شود معمولاً روی غلتک‌ها یا یک صفحه گردان قرار می‌گیرد تا از پوشش یکسان رنگ در همه طرف‌ها اطمینان حاصل شود.

#### حجم بالا فشار کم
فشار کم حجم بالا (HVLP) مشابه یک پیستوله معمولی است که از کمپرسور برای تأمین هوا استفاده می‌کند، اما خود پیستوله به فشار کمتری (LP) نیاز دارد. حجم بالاتر (HV) هوا برای آئروسل کردن و به حرکت درآوردن رنگ در فشار هوای کمتر استفاده می‌شود. نتیجه این است که نسبت بیشتری از رنگ به سطح هدف می‌رسد و باعث کاهش مصرف مواد و آلودگی کمتر هوا می‌شود.
اغلب به یک رگولاتور نیاز است تا فشار هوای یک کمپرسور معمولی برای تفنگ اسپری HVLP کاهش یابد. از طرف دیگر، می‌توان از یک واحد توربین (معمولاً شامل یک موتور جاروبرقی، با نصب معکوس) برای به حرکت درآوردن هوا بدون نیاز به خط هوایی که به سمت کمپرسور حرکت می‌کند، استفاده کرد.

### پنکه برقی
انواع رنگ پاش دستی وجود دارد که یا رنگ را با هوا ترکیب می‌کند یا رنگ را به قطرات ریز تبدیل می‌کند و سرعت خروج آنها از نازل را افزایش می‌دهد.

### کابین اسپری

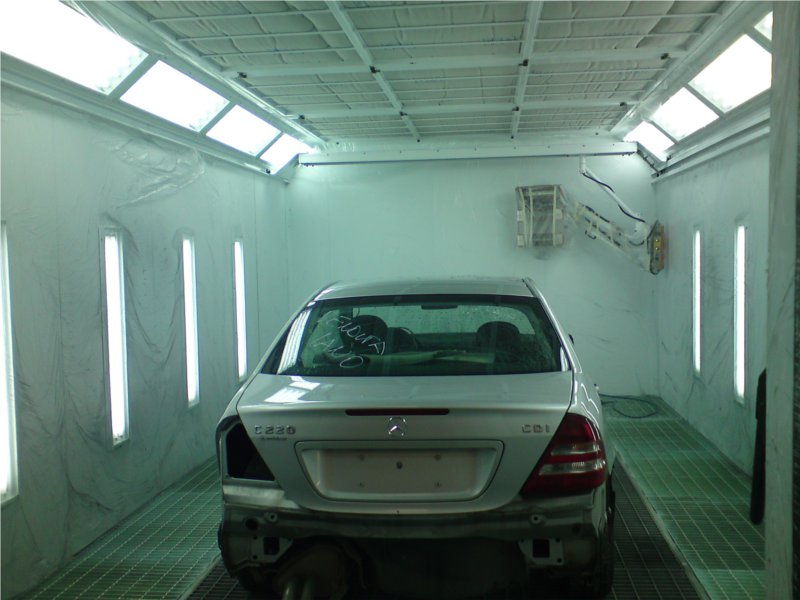
ماشین در اتاق اسپری

کابین اسپری یک محیط بسته کنترل شده با فشار است که در اصل برای رنگ آمیزی وسایل نقلیه در تعمیرگاه خودرو استفاده می‌شود. برای اطمینان از شرایط کاری ایده‌آل (دما، جریان هوا و رطوبت)، این محیط‌ها مجهز به تهویه، متشکل از فن‌های مکانیکی با موتورهای الکتریکی و مشعل‌های کنترلی برای گرم کردن هوا جهت تسریع خشک شدن رنگ هستند. حلال‌های سمی و ذرات رنگ احتمالاً پس از فیلتر و تصفیه برای کاهش آلودگی هوا در بیرون از کابین تخلیه می‌شوند. پیشگیری از آتش‌سوزی و انفجار گرد و غبار نیز از اولویت بالایی برخوردار است.
هنرمندان همچنین ممکن است از امکانات کابین اسپری استفاده کنند تا بتوانند از رنگ‌های اسپری (از جمله روکش‌های خودرو) به‌طور مؤثر و ایمن استفاده کنند. آنها ممکن است کابین‌های نقاشی بدنه خودرو اجاره کنند یا امکانات خود را با همکاری مدارس یا تعاونی‌های هنرمندان راه اندازی کنند.

## ایمنی
رنگ آمیزی به شکل اسپری خطراتی جدی برای سلامتی ایجاد می‌کند که بر سیستم تنفسی، عصبی و گردش خون تأثیر می‌گذارد. به‌طور مشابه، استفاده از حلال‌ها برای تمیز کردن دست‌ها از آثار و بقایای رنگ ممکن است باعث تحریک پوست یا مشکلات جدی‌تر شود، زیرا بسیاری از آنها سرطان‌زا یا سمی هستند. کار با موادی مانند رنگ و تینر، که حاوی ترکیباتی است که به‌طور بالقوه برای سلامتی مضر یا حتی کشنده هستند.

## عیوب
- اثر پوست پرتقال، بافت موج دار نامطلوب
- چشم ماهی، لک‌های ناشی از آلودگی مانند روغن یا آب

## برنامه‌های کاربردی دیگر

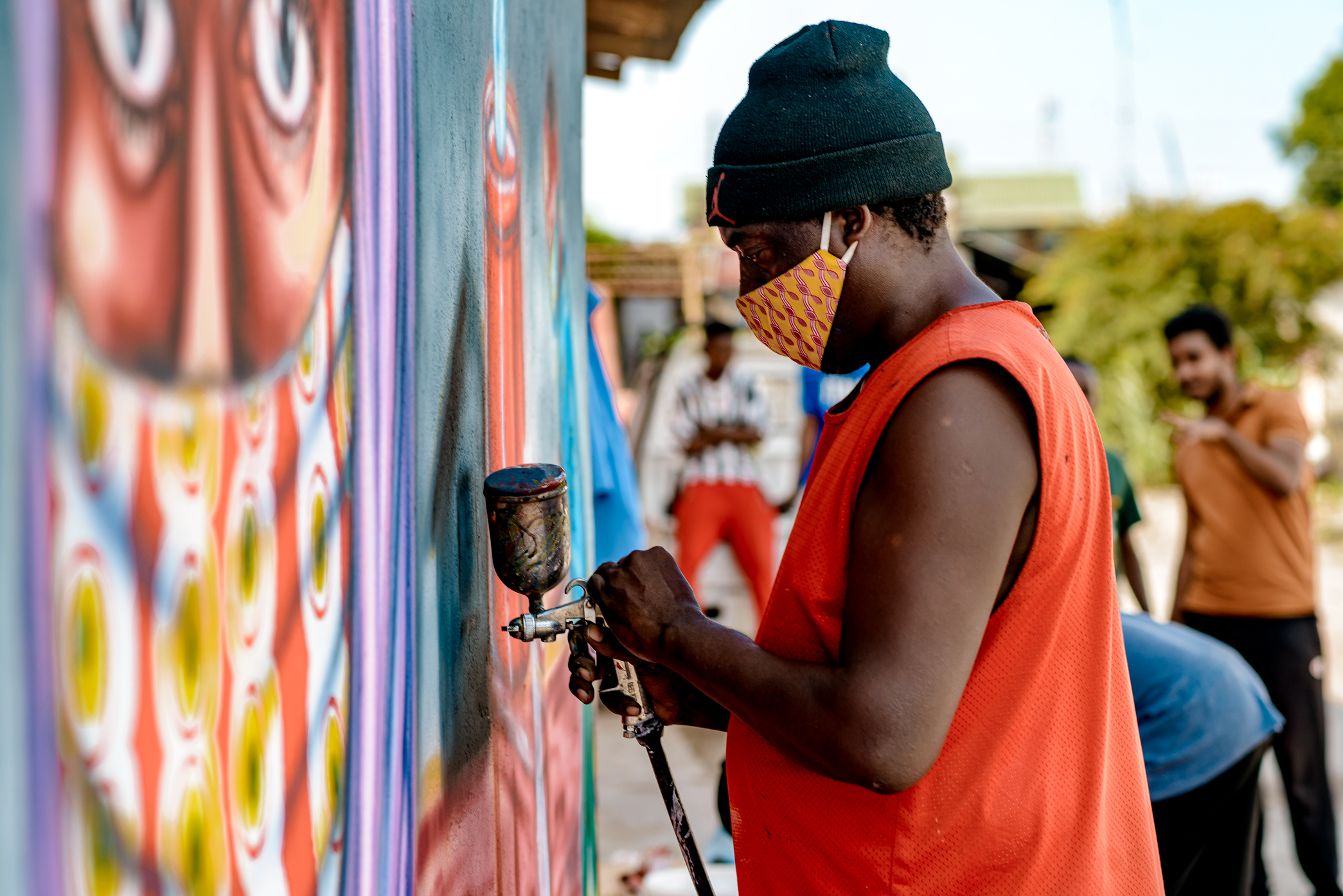
نقاشی دیواری با اسپری

یکی از کاربردهای نقاشی با اسپری گرافیتی است. معرفی رنگ‌های آئروسل ارزان و قابل حمل، موهبتی برای این هنر بوده‌است که در سراسر جهان گسترش یافته‌است. در هنرهای زیبا نیز از رنگ آمیزی اسپری استفاده شده‌است. ژول اولیتسکی، دن کریستنسن، پیتر رجیناتو، سر آنتونی کارو، و ژان میشل باسکیا هم برای نقاشی و هم برای مجسمه‌سازی از ایربراش استفاده کرده‌اند.